# Ozopactus
Ozopactus is een geslacht van spinnen uit de familie vogelspinnen (Theraphosidae).

## Soorten
De volgende soorten zijn bij het geslacht ingedeeld:
- Ozopactus ernsti Simon, 1889